# مسورة (الرضمة)

تعديل مصدري - تعديل

مسورة هي إحدى قرى عزلة سودان بمديرية الرضمة التابعة لمحافظة إب، بلغ تعداد سكانها 289 نسمة حسب تعداد اليمن لعام 2004.